# Combustão espontânea
Combustão espontânea é um tipo de combustão que ocorre sem uma fonte calorífera externa.

## Como ocorre a combustão espontânea
1. Uma substância com temperatura de autoignição relativamente baixa começa a liberar calor, o que pode ocorrer de várias maneiras, como através de oxidação ou fermentação.
2. O calor não consegue escapar, e a temperatura do material aumenta.
3. A temperatura do material sobe acima do seu ponto de ignição.
4. A combustão começa se estiver presente um oxidante suficientemente forte, como o oxigênio.

## Substâncias pirofóricas
Diz-se que são pirofóricos alguns materiais como o sódio, que podem sofrer um tipo de explosão espontânea, e potencialmente muito violenta, quando expostos ao oxigênio, água ou umidade do ar. Materiais pirofóricos têm uma temperatura de autoignição inferior à temperatura ambiente, e muitas vezes basta o contato com o ar ou a água para provocar uma combustão espontânea. Outra característica destes materiais é sua grande superfície de contato com o ar. O Níquel Raney é pirofórico em consequência do tamanho muito fino de suas partículas.

## Alguns materiais que podem sofrer combustão espontânea

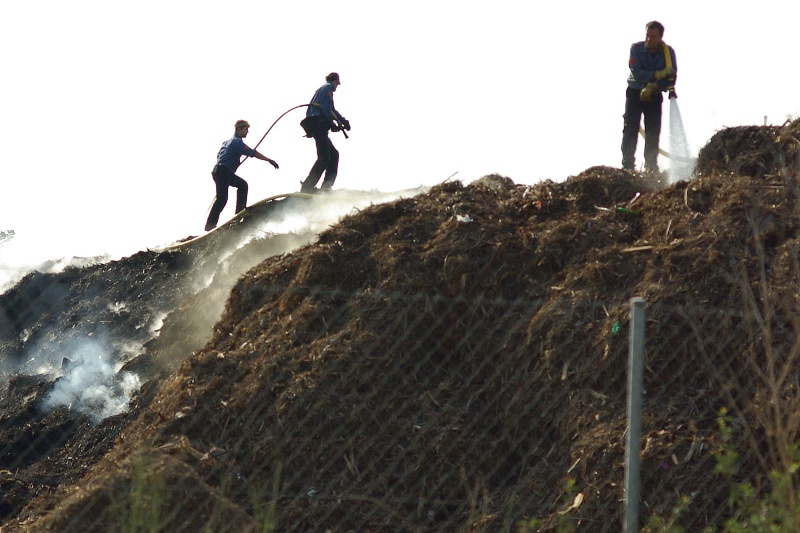
Uma grande pilha de compostagem podem entrar em combustão espontaneamente se não for adequadamente manejada

- Montes de feno, pilhas de compostagem e algodão não processado podem sofrer combustão espontânea por causa do calor produzido pela fermentação bacteriana.[1][2]

- O carvão pode inflamar espontaneamente quando exposto ao oxigênio que o faz reagir e aquecer, desde que não haja ventilação suficiente para o resfriamento.[3]

- A oxidação da pirita é muitas vezes a causa da combustão espontânea em resíduos antigos de minas de carvão.

- Negativos e cópias de filmes antigos, que até os anos 1950 eram fabricados com suporte de nitrato de celulose, podiam sofrer combustão espontânea, provocando incêndios que destruíam depósitos inteiros.[4]

- Partículas de substâncias orgânicas suspensas no ar em um silo de metal muito quente podem explodir violentamente, destruindo a estrutura do silo, fenômeno que em inglês é chamado de "flour bomb" (bomba de farinha).

- Óleo de linhaça num espaço parcialmente fechado (como uma pilha de panos encharcados de óleo deixados de fora em um recipiente descoberto) pode oxidar, levando a um acúmulo de calor e, consequentemente, à ignição.[5]

- Grãos de pistache são altamente inflamáveis, e quando armazenados em grandes quantidades são propensos a autoaquecimento e combustão espontânea.[6]

- Grandes pilhas de estrume de vaca podem entrar em combustão espontânea, em condições de calor extremo.

- Existem relatos de pessoas que teriam sofrido combustão humana espontânea. No entanto, o fenômeno não é considerado uma verdadeira combustão espontânea, sendo em geral explicado pelo "efeito pavio": as roupas das pessoas absorvem gordura humana e agem como o pavio de uma vela.